# Cun cút lưng đỏ
Turnix maculosus là một loài chim thuộc họ Turnicidae. Loài này được tìm thấy ở Australia, Indonesia, Papua New Guinea, Philippines, và quần đảo Solomon.